# Jurançon
Jurançon är en kommun i departementet Pyrénées-Atlantiques i regionen Nouvelle-Aquitaine i sydvästra Frankrike. Kommunen ligger i kantonen Jurançon som tillhör arrondissementet Pau. År 2022 hade Jurançon 7 063 invånare.

## Befolkningsutveckling
Antalet invånare i kommunen Jurançon
| Referens: INSEE |